# Ökofen

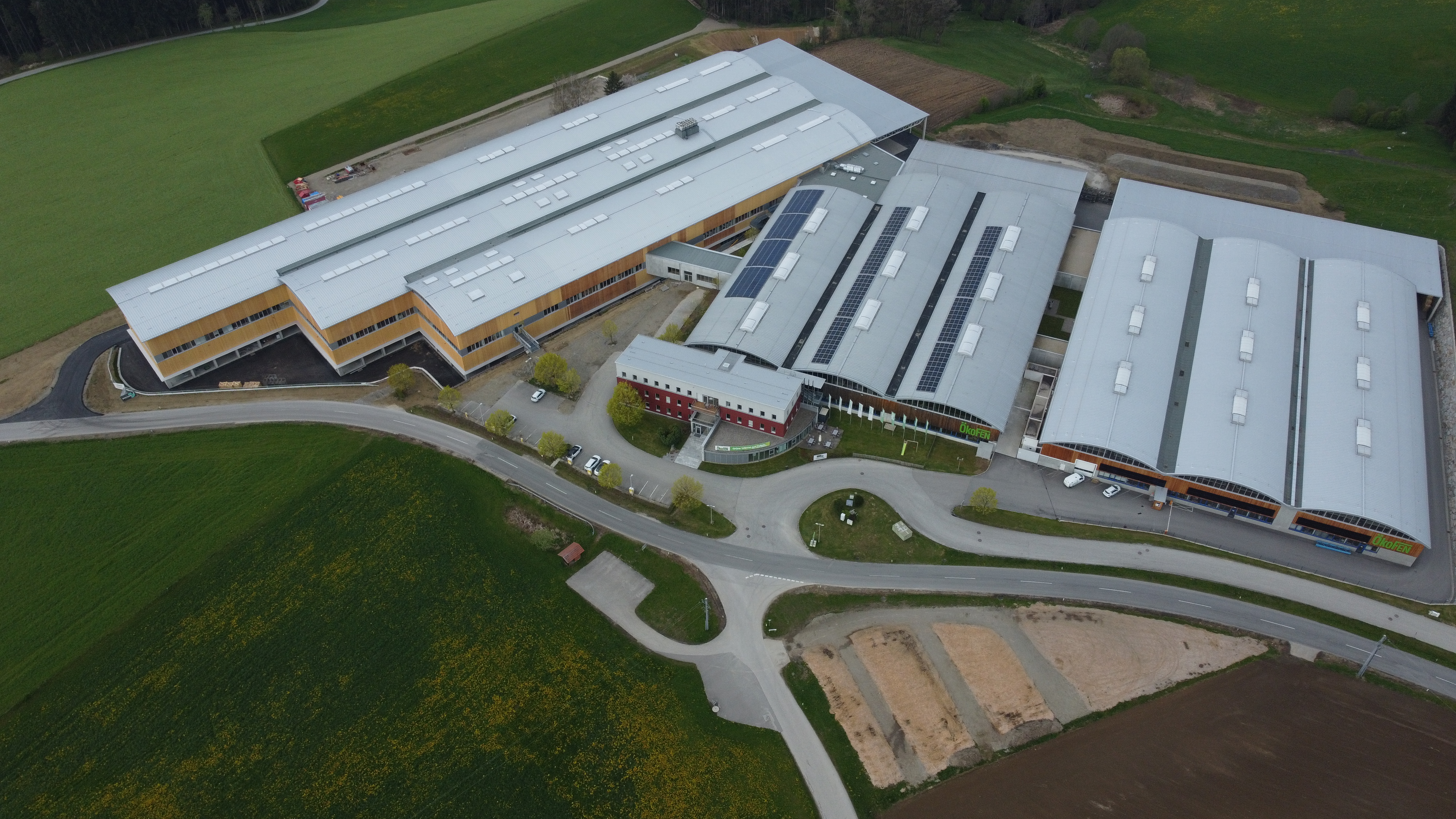

ÖkoFEN Forschungs- und Entwicklungs GesmbH ist ein österreichischer Hersteller von Pelletsheizsystemen, Pelletslagerlösungen und Wärmepumpen mit Sitz in Niederkappel im Mühlviertel, Oberösterreich. 

## Geschichte
Die Firma wurde 1989 von Herbert Ortner gegründet und entwickelte zuerst Biomasseheizungen mit  Hackschnitzeln. 1997 wurde die erste typengeprüfte Pelletsheizung (ÖkoFEN Pellematic) vorgestellt, 2004  folgte die erste Pelletsheizung mit Brennwerttechnik.
Im Jahr 2022 erweiterte das Unternehmen sein Portfolio um Wärmepumpen.

## Vertrieb
Der Vertrieb erfolgt von der Zentrale in Niederkappel aus über Vertriebsgesellschaften und -partner in 21 Ländern weltweit. Mit europaweit 800 Mitarbeitern verzeichnete ÖkoFEN im Jahr 2021 einen Umsatz von 190 Millionen Euro.